# Estación Fortín Vigilancia
Fortín Vigilancia es una estación ferroviaria ubicada en la localidad de Fortín Vigilancia, Partido de Lincoln, Provincia de Buenos Aires, Argentina.

## Ubicación
La estación se encuentra en a 323,7 km de la Estación Once.

## Servicios
No presta servicios de pasajeros. Sus vías están concesionadas a la empresa de cargas Ferroexpreso Pampeano, sin embargo las vías que pasan por la estación se encuentran inactivas y en estado de abandono.